# Prosdocimo
Prosdocimo  è un nome proprio di persona italiano maschile.

## Varianti in altre lingue
- Catalano: Prosdòcim
- Francese: Prosdocime
- Greco antico: Προσδόκιμος (Prosdokimos)
- Latino: Prosdocimus[1]
- Polacco: Prosdocym
- Spagnolo: Prosdócimo

## Origine e diffusione
Deriva dal nome greco Προσδόκιμος (Prosdokimos), tratto da prosdokein che vuol dire "attendere", e significa dunque "atteso", "aspettato". Stava dunque ad indicare la nascita di un figlio molto atteso.

## Onomastico
L'onomastico si può festeggiare il 7 novembre in memoria di san Prosdocimo di Padova, vescovo ed evangelizzatore del Veneto.

## Persone
- Prosdocimo di Padova, vescovo e santo romano (venerato anche a Rieti)
- Prosdocimo de Beldemandis, matematico, astronomo e musicologo italiano
- Prosdocimo Rotondo, avvocato e patriota italiano